# Союз Т-7
Союз Т-7 — радянський космічний корабель (КК) серії «Союз Т», типу Союз Т (7К-СТ). Серійний номер 12Л. Реєстраційні номери: NSSDC ID: 1982-080A; NORAD ID: 13425.
Здійснив третій пілотований політ до орбітальної станції Салют-7 з 19 серпня по 10 грудня 1982 року тривалістю 113 діб 01 година 50 хвилин 44 секунди.
Старт з екіпажем других відвідин станції (ЕП-2): Попов/Серебров/Савицька; посадка з першим основним екіпажем станції (ЕО-1): Березовий/Лебедєв.
Світлана Савицька стала другою жінкою-космонавтом після Валентини Терешкової, яка здійснила політ 16—19 червня 1963 року на кораблі «Восток-6». Між цими двома польотами пройшло понад 19 років.
Під час польоту корабля Союз Т-7 відбувся політ корабля Прогрес-15, шатла Колумбія місії STS-5, закінчився політ корабля Союз Т-5 і почався політ корабля Прогрес-16; здійснено перестикування корабля з заднього стикувального порту на передній стикувальний порт, щоб звільнити стикувальний порт для КК Прогрес-15.

## Параметри польоту
- Маса корабля — 6850 кг
- Нахил орбіти — 51,6°
- Орбітальний період — 90,3 хвилини
- Перигей — 289 км
- Апогей — 299 км

## Екіпаж

### Стартовий
- Основний

Командир ЕП-2 Попов Леонід Іванович
Бортінженер ЕП-2 Серебров Олександр Олександрович
Космонавт-дослідник ЕП-2 Савицька Світлана Євгенівна
- Дублерний

Командир ЕП-2 Васютін Володимир Володимирович
Бортінженер ЕП-2 Савіних Віктор Петрович
Космонавт-дослідник ЕП-2 Проніна Ірина Рудольфівна

### Посадковий
Командир ЕО-1 Березовий Анатолій Миколайович
Бортінженер ЕО-1 Лебедєв Валентин Віталійович

## Хронологія польоту
Скорочення в таблиці: КК — космічний корабель; ПСП — передній стикувальний порт; ЗСП — задній стикувальний порт 
Позначення на схемах: S7 — орбітальна станція «Салют-7»; T — корабель типу «Союз Т»; P — корабель типу «Прогрес»
| Дата         | Час (UTC) | Подія | Схема                    |
| ------------ | --------- | --- | ------------------------ |
| 1982 рік     |           | |                          |
| 19 серпня    | 17:11:52  | З космодрому Байконур ракетою-носієм Союз-У (11А511У) запущено КК Союз Т-7 з екіпажем ЕП-2 (Попов/Серебров/Савицька).                                                       | Союз Т-5+Салют-7         |
| 20 серпня    | 18:32     | Стикування КК Союз Т-7 з екіпажем ЕП-2 до ЗСП комплексу Салют-7 — Союз Т-5. Екіпаж станції після стикування: Березовий/Лебедєв/Попов/Серебров/Савицька (ЕО-1 і ЕП-2).       | Союз Т-5+Сал-7+Союз Т-7  |
| 27 серпня    | 11:43     | Відстикування КК Союз Т-5 з екіпажем ЕП-2 (Попов/Серебров/Савицька) від ПСП комплексу Салют-7 — Союз Т-7. Екіпаж станції після відстикування: Березовий/Лебедєв (ЕО-1).     | Салют-7+Союз Т-7         |
| 27 серпня    | 14:15?    | Гальмівний імпульс КК Союз Т-5 з екіпажем ЕП-2. | Салют-7+Союз Т-7         |
| 27 серпня    | 15:04:16  | Посадка КК Союз Т-5 з екіпажем ЕП-2 (Попов/Серебров/Савицька). | Салют-7+Союз Т-7         |
| 29 серпня    | 14:47     | Відстикування КК Союз Т-7 з екіпажем ЕО-1 (Березовий/Лебедєв) від ЗСП станції Салют-7, щоб звільнити стикувальний порт для КК Прогрес-15. Станція знелюдніла.               | Салют-7                  |
| 29 серпня    | 15:07     | Стикування КК Союз Т-7 з екіпажем ЕО-1 до ПСП станції Салют-7, для цього станція розвернулась навколо вертикальної осі. Екіпаж станції після стикування: Березовий/Лебедєв. | Салют-7+Союз Т-5         |
| 18 вересня   | 04:58:54  | З космодрому Байконур ракетою-носієм Союз-У (11А511У) запущено КК Прогрес-15.                                                                                               | Салют-7+Союз Т-5         |
| 20 вересня   | 06:12     | Стикування КК Прогрес-15 до ЗСП комплексу Салют-7 — Союз Т-7. | Прог-15+Салют-7+Союз Т-5 |
| 14 жовтня    | 13:46     | Відстикування КК Прогрес-15 від ЗСП комплексу Салют-7 — Союз Т-7. | Салют-7+Союз Т-5         |
| 16 жовтня    | 17:08     | Гальмівний імпульс КК Прогрес-15. | Салют-7+Союз Т-5         |
| 16 жовтня    | 17:55?    | Схід з орбіти КК Прогрес-15. | Салют-7+Союз Т-5         |
| 31 жовтня    | 11:20:36  | З космодрому Байконур ракетою-носієм Союз-У (11А511У) запущено КК Прогрес-16.                                                                                               | Салют-7+Союз Т-5         |
| 2 листопада  | 13:22     | Стикування КК Прогрес-16 до ЗСП комплексу Салют-7 — Союз Т-7. | Прог-16+Салют-7+Союз Т-5 |
| 11 листопада | 12:19:00  | Старт шатла Колумбія місії STS-5 з екіпажем Бренд/Овермаєр/Аллен/Ленуар. | Прог-16+Салют-7+Союз Т-5 |
| 16 листопада | 13:35?    | Гальмівний імпульс шатла Колумбія місії STS-5. | Прог-16+Салют-7+Союз Т-5 |
| 16 листопада | 14:34:29  | Посадка шатла Колумбія місії STS-5 з екіпажем Бренд/Овермаєр/Аллен/Ленуар на доріжці 22 авіабази Едвардс.                                                                   | Прог-16+Салют-7+Союз Т-5 |
| 18 листопада | 19:45:00  | Зі шлюзової камери для видалення відходів запущено невеликий аматорський супутник радіозв'язку Іскра-3.                                                                     | Прог-16+Салют-7+Союз Т-5 |
| 10 грудня    | 15:45     | Відстикування КК Союз Т-7 з екіпажем ЕО-1 (Березовий/Лебедєв) від ПСП комплексу Салют-7 — Прогрес-16. Станція знелюдніла.                                                   | Прогрес-16+Салют-7       |
| 10 грудня    | 18:15?    | Гальмівний імпульс КК Союз Т-7 з екіпажем ЕО-1. | Прогрес-16+Салют-7       |
| 10 грудня    | 19:02:36  | Посадка КК Союз Т-7 екіпажем ЕО-1 (Березовий/Лебедєв). | Прогрес-16+Салют-7       |